# Árbol Grande
Árbol Grande es una localidad de México, localizada en el municipio de Mixquiahuala de Juárez en el estado de Hidalgo.

## Geografía
Se encuentra en la región geográfica del Valle del Mezquital; a la localidad le corresponden las coordenadas geográficas 20° 15’ 50.287” de latitud norte y 99° 10’ 32.367” de longitud oeste, con una altitud de 1999 m s. n. m. Cuenta con un clima semiseco templado.
En cuanto a fisiografía se encuentra en la provincia de la Eje Neovolcánico, dentro de la subprovincia de Sierras y Llanuras de Querétaro e Hidalgo; su terreno es de llanura. En lo que respecta a la hidrología se encuentra posicionado en la región del Pánuco, dentro de la cuenca el río Moctezuma, y en los límites de las subcuencas del río Tula y río Actopan.

## Demografía
En 2010 registró una población de 962 personas, lo que corresponde al 2.04 % de la población municipal. De los cuales 441 son hombres y 521 son mujeres.
| Gráfica de evolución demográfica de Árbol Grande entre 1921 y 2020 |
|                                                                    |
| Población registrada por los censos y conteos del INEGI.           |